# Jordi Vaquer i Fanés
Jordi Vaquer i Fanés (Barcelona, 25 de juny de 1974) és un politòleg i professor català, secretari general de Metropolis, associació mundial de grans ciutats i àrees metropolitanes.
Es llicencià en Ciències polítiques a la Universitat Autònoma de Barcelona, obtingué un màster a l'Institut d'Europa de Bruges i es doctorà en relacions internacionals a la London School of Economics. Fou director del Centre d'Estudis i Documentació Internacionals a Barcelona (CIDOB) entre els anys 2008 i 2012, després de prendre el relleu a Josep Ribera qui presidí l'entitat més de trenta anys. En tant que analista polític, especialitzat en assumptes internacionals, participà com a columnista i comentarista habitual en diferents mitjans de comunicació, com per exemple, l'Ara, El Periódico de Catalunya, Eldiario.es o El País. Entre 2008 i 2011 fou coordinador d'EU4Seas, un programa de recerca finançat per la Comissió Europea que reuneix institucions de vuit països europeus per estudiar els efectes de les polítiques europees sobre la cooperació a la Mediterrània, el Bàltic, el Caspi i el mar Negre. Forma part del consell editorial de la Revista CIDOB d'Afers Internacionals. És professor de l'Institut Barcelona d'Estudis Internacionals (IBEI). També va ser director regional per a Europa de l'Open Society Foundations i codirector de l'Open Society Initiative for Europe, ambdues entitats vinculades a la fundació impulsada pel multimilionari George Soros.